# 건강한 당신
《건강한 당신》는 JTBC의 교양 프로그램이다. 대한민국 5대 암의 궁금증을 하나씩 풀어가는 프로그램이다.

## 방송 시간
- 2013년 11월 27일 ~ 2014년 8월 6일 : 수요일 오후 8시 5분 ~